# Atos 20
Atos 20 é o vigésimo capítulo dos Atos dos Apóstolos no Novo Testamento da Bíblia. Paulo continua a sua terceira viagem missionária, iniciada em Atos 18,  na Grécia, passando por Alexandria da Trôade (Troas) e Mileto.

## Manuscritos
Atos 20 foi originalmente escrito em grego koiné e dividido em 38 versículos. Alguns dos manuscritos a conter o texto são:
- Papiro 38 (ca. 250)
- Codex Vaticanus (325–350)
- Codex Sinaiticus (330–360)
- Codex Bezae (c. 400)
- Codex Alexandrinus (ca. 400–440)
- Codex Ephraemi Rescriptus (ca. 450; versículos 11 a 38)
- Codex Laudianus (ca. 550)

## Estrutura

### Viagens pela Grécia e Macedônia
O capítulo começa contando que Paulo, depois da Revolta contra os cristãos em Éfeso, viajou para a Macedônia. Após algum tempo na região, voltou para a Grécia apenas para, depois de apenas três meses, retornar fugindo de "uma cilada armada pelos judeus" quando ia embarcar para Síria. Conta o autor dos Atos dos Apóstolos que «Sópatro de Bereia, filho de Pirro, e dos de Tessalônica, Aristarco e Secundo; e Gaio de Derbe; e Timóteo, e dos da Ásia, Tíquico e Trófimo» (Atos 20:4), mas todos foram adiante e o esperariam na Trôade. Paulo só conseguiu ir para lá depois de passar por Filipos.

### Ressurreição de Êutico

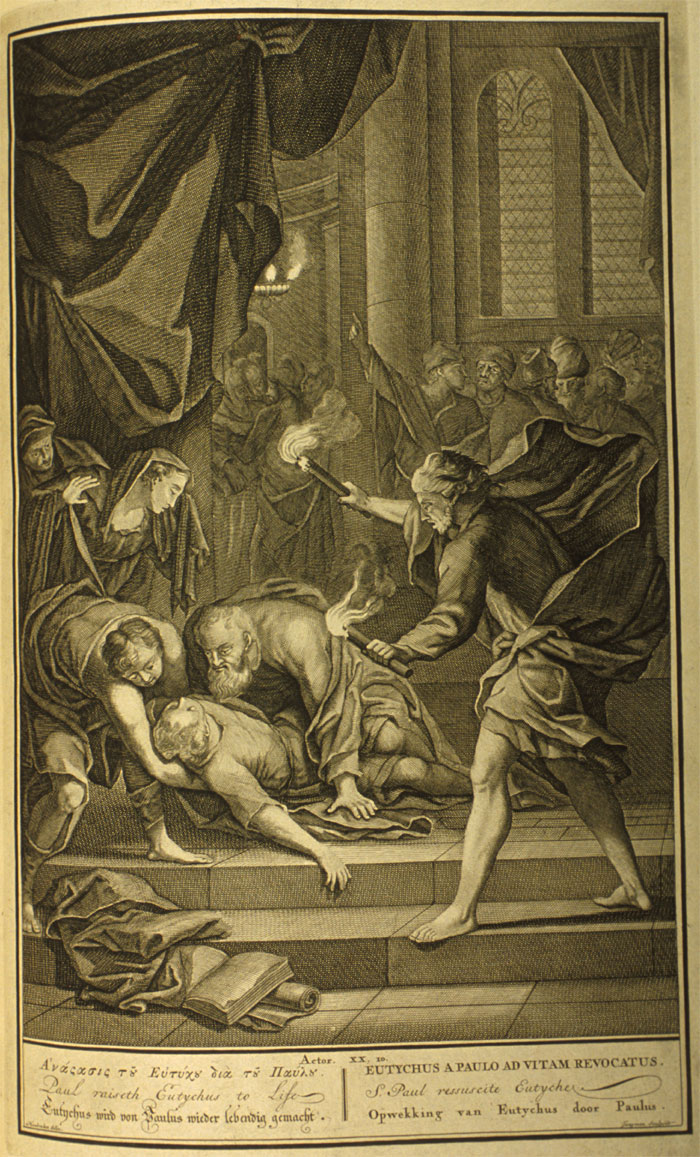
Ressurreição de Êutico por Paulo em Trôade, um dos episódios de Atos 20.
1728. Gravura na "Figures de la Bible", de Gerard Hoet.

Em Alexandria da Trôade, Paulo realizou um poderoso milagre quando ressuscitou o jovem Êutico ("afortunado") depois de ele ter caído três andares e ter sido «levantado morto» (Atos 20:9). Depois de "partir o pão e comer", «levaram o moço vivo, e ficaram muito consolados» (Atos 20:12). Não é muito claro se este relato pretende indicar que ele foi morto pela queda e Paulo o ressuscitou ou se ele simplesmente parecia morto e Paulo apenas o assegurou de que ele ainda estava vivo ao dizer «Não façais alvoroço; pois a sua alma está nele!» (Atos 20:10). Qualquer que tenha sido o resultado da queda, a implicação desta passagem é a recuperação completa de Êutico, ressuscitado ou curado.

### Discurso de Paulo aos efésios em Mileto
A viagem de Paulo, que pretendia chegar em Jerusalém para celebrar o Pentecostes (entre maio e junho), continuou passando por Assos, Mitilene, Quios, Samos e Mileto. Propositalmente, o grupo não parou em Éfeso para não se demorarem, mas Paulo mandou chamar os presbíteros da cidade para se reunir com eles. No encontro, Paulo proferiu um famoso discurso aos efésios (Atos 20:18–35). Ele afirma que está indo para Jerusalém "não sabendo o que ali me acontecerá", mas sabendo que o esperam "cadeias e tribulações". Diz que nunca mais os verá e reafirma sua contribuição na expansão da "igreja de Deus" e pede-lhes que façam o mesmo. Em seguida, profetiza:«Eu sei que depois da minha partida virão a vós lobos ferozes que não pouparão o rebanho e que dentre vós mesmos surgirão homens falando coisas perversas para atrair os discípulos após si. Portanto vigiai, lembrando-vos que por três anos não cessei noite e dia de admoestar a cada um de vós com lágrimas» (Atos 20:29–31). E se despede com um dos mais famosos ditos de Jesus:
| “ | «Em tudo vos dei o exemplo de que, assim trabalhando, é necessário socorrer os fracos e vos lembrar das palavras do Senhor Jesus, porquanto ele mesmo disse: Coisa mais bem-aventurada é dar do que receber.» (Atos 20:35) | ” |

Depois de muitos lamentos, Paulo seguiu para seu navio e partiu.